# Limenitis pseudomalea
Limenitis pseudomalea är en fjärilsart som beskrevs av Hall 1938. Limenitis pseudomalea ingår i släktet Limenitis och familjen praktfjärilar. Inga underarter finns listade i Catalogue of Life.